# Oncicola venezuelensis
Oncicola venezuelensis är en hakmaskart som beskrevs av Marteau 1977. Oncicola venezuelensis ingår i släktet Oncicola och familjen Oligacanthorhynchidae. Inga underarter finns listade i Catalogue of Life.